# Fareham (distrito)
O distrito (borough) de Fareham é um conselho local administrativo do condado (county) de Hampshire, no sul da Inglaterra, no Reino Unido. Sua sede governamental é a cidade (town) de Fareham, a partir da qual o distrito foi nomeado. 
Segundo estimativas de Censo Britânico de 2011, possuía uma população absoluta de 111 500  habitantes, dos quais 42 100 residiam na cidade homônima no mesmo período, se estendendo por uma área total de 28.6 km². 

## Subdivisões
O distrito é subdividido em quinze wards. Juntas, possuíam uma população total de 111 500 em 2011, dos quais 51% eram do sexo feminino e 49% do sexo masculino, 90,3% eram naturais da Inglaterra, 4,1% dos demais países e territórios do Reino Unido e 5,6% de outros países. Em 2011, indianos eram o grupo de estrangeiros mais comum entre os habitantes do borough. 
- Fareham East
- Fareham North
- Fareham North-West
- Fareham South
- Fareham West
- Hill Head
- Locks Heath
- Park Gate
- Portchester East
- Portchester West
- Sarisbury
- Stubbington
- Titchfield
- Titchfield Common
- Warsash

### Núcleos populacionais
A cidade de Fareham é a capital administrativa do borough e seu principal núcleo populacional, concentrando cerca de 35% da população distrital (em 2011). Outros núcleos populacionais importantes incluem:
- Portchester
- Stubbington
- Hill Head
- Titchfield
- Warsash
- Locks Heath